# Rapid Racer
Rapid Racer est un jeu vidéo de course nautique développé par SCE Studio Soho et édité par Sony Computer Entertainment, sorti en 1997 sur PlayStation. Il a été conçu par les créateurs de Porsche Challenge (1997).
Le jeu est titré Turbo Prop Racing en Amérique du Nord et Rapid Racer (ラピッドレーサー) au Japon.

## Musique
La bande originale du jeu a été composée par Apollo 440. Elle a été offerte en supplément du magazine CD Consoles d'octobre 1997. Les pistes 1 à 6 proviennent du jeu, et les pistes 7 à 10 sont quant à elles des extraits de l'album Electro Glide in Blue. Le thème principal du jeu, « Carrera Rapida », a été commercialisé en single, et sur l'album d'Apollo 440 de 1997 dénommé Electro Glide in Blue. On notera que la bande originale de la version nord-américaine du jeu diffère de celle des autres territoires : la musique du groupe américain Loudmouth (en) y remplace celle d'Apollo 440.
| Music Collector 2: Rapid Racer | Music Collector 2: Rapid Racer                 | Music Collector 2: Rapid Racer              | Music Collector 2: Rapid Racer | Music Collector 2: Rapid Racer | Music Collector 2: Rapid Racer | Music Collector 2: Rapid Racer | Music Collector 2: Rapid Racer | Music Collector 2: Rapid Racer | Music Collector 2: Rapid Racer |
| No                             | Titre                                          | Auteur                                      | Durée                          |                                |                                |                                |                                |                                |                                |
| ------------------------------ | ---------------------------------------------- | ------------------------------------------- | ------------------------------ | ------------------------------ | ------------------------------ | ------------------------------ | ------------------------------ | ------------------------------ | ------------------------------ |
| 1.                             | Golden Sands, Miami                            | Noko / T Gray / H Gray / Hoxley             | 5:00                           |                                |                                |                                |                                |                                |                                |
| 2.                             | Wild water canyon, Arizona                     | Noko / T Gray / H Gray / Hoxley             | 4:48                           |                                |                                |                                |                                |                                |                                |
| 3.                             | Glacier Bay, Alaska                            | Noko / T Gray / H Gray/ Hoxley              | 4:59                           |                                |                                |                                |                                |                                |                                |
| 4.                             | Bear Lake, Canada                              | Noko / T Gray / H Gray /Hoxley              | 5:32                           |                                |                                |                                |                                |                                |                                |
| 5.                             | Lost Valley, Costa Rica                        | Noko / T Gray / H Gray / Hoxley             | 5:19                           |                                |                                |                                |                                |                                |                                |
| 6.                             | Lava trail, Hawaii                             | Noko / T Gray / H Gray / Hoxley             | 4:59                           |                                |                                |                                |                                |                                |                                |
| 7.                             | Raw Power (extrait 45')                        | Noko / T Gray / H Gray / Hoxley / Colbourne | 0:51                           |                                |                                |                                |                                |                                |                                |
| 8.                             | Krupa (extrait 45')                            | Noko / T Gray / H Gray                      | 0:50                           |                                |                                |                                |                                |                                |                                |
| 9.                             | Altamont Super-Highway Revisited (extrait 45') | Noko                                        | 0:50                           |                                |                                |                                |                                |                                |                                |
| 10.                            | Electro Glide in Blue (extrait 45')            | T Gray / H Gray / E MacFarlane              | 0:51                           |                                |                                |                                |                                |                                |                                |
| Durée totale : 33:59           |                                                |                                             |                                |                                |                                |                                |                                |                                |                                |